# Callichroma holochlorum
Callichroma holochlorum é uma espécie de coleóptero da tribo Callichromatini (Cerambycinae); compreende duas subespécies, com distribuição na região neotropical.

## Subespécies
- Callichroma holochlorum holochlorum (Bates, 1872)
- Callichroma holochlorum melancholicum (Bates, 1872)